# Наездник в маске Кива
Камен Райдер Кива (яп. 仮面ライダーキバ Камэн Райдā Киба) — 18-й сезон токусатсу сериала Наездник в маске производства компании TOEI, вышедший на экраны 27 января 2008 года. Основным мотивом сезона считаются персонажи фильмов ужасов, в основном — вампиры, но, тем не менее, происходящее никак не связано с хоррор-фильмами и гораздо ближе к атмосфере предыдущих райдеров. Сюжет развивается параллельно в двух плоскостях — в 2008 и 1986 годах, где главными действующими лицами являются Ватару Курэнай и его будущий отец Отоя Курэнай. Рекламный слоган сезона — "Пробудись! Разорви цепи судьбы!"

## 2008
Основной герой повествования — юноша по имени Ватару Курэнай. Он очень стеснителен и секретен, за что его прозвали Абокитаро (Призрачный мальчик). Ватару живёт один в доме своего покойного отца Отои и дружит только с девочкой Сидзукой Наморо, которую он учит играть на скрипке. Сама Сидзука взяла на себя обязанности домохозяйки в его домике, но в то же время старается помочь ему стать лучше или, наоборот, помогает ему спастись от давления окружающих. Основным другом и советником Ватару является волшебный летучий мышонок Киват 3-й, знаток искусства, который рассказывает в начале каждой серии что-то об искусстве (Ватару - начинающий мастер по созданию скрипок) или о мире вообще. Основная цель Ватару — сделать копию "Кровавой Розы", скрипки своего отца.
В 1-м эпизоде на девушку Мэгуми Асо нападает демон расы Фангайеров, но Мэгуми является тайным агентом организации «Удивительное голубое небо» (Wondeful Blue Sky)(основана в 80-е), она смогла противостоять монстру. Ватару получает сигнал тревоги и отправляется на место схватки. Там он активирует свой пояс-преобразователь, и, прикрепив Кивата как пряжку, Ватару превращается в Наездника в маске Киву, чей образ основан на образе вампира. Ватару сильно избивает монстра, а затем, открыв свой закованный сапог, он применяет свой «Пинок Наездника» (Райдер Кик). Мэгуми узнаёт его боевой костюм и пытается застрелить его (конец эпизода 1), но Ватару просто ловит её пули, после чего Мэгуми снимает его на фотокамеру (начало эпизода 2. В том же эпизоде на арене появляется Кэйсукэ Наго — второй агент организации «Удивительное голубое небо», который страшно ненавидит Фангайеров и Киву и жаждет убить их всех.
В 5-м эпизоде Ватару активирует свою вторую боевую форму — Гарулу Форму, обладающую силой оборотня и вооружённую саблей. В 6-м эпизоде у него появляется третья форма — Басся Форму, обладающая силой амфибии и вооружённая пистолетом. В 9-м эпизоде Ватару встречает господина О́муру, скрипичного знатока, который был знаком с его отцом. Оказалось, он тоже Фангайер, но он очень редко нападает на людей, поскольку пообещал Отойе больше этого не делать. В том же эпизоде Кэйсукэ впервые активировал свою «систему Наездника» (пояс для трансформации) IXA и стал Наездником в маске Икса (яп. 戦, война). Разработка этого пояса началась в 1986-м году и закончилась в 1987-м. Затем Кэйсукэ сразился с Ватару (эпизод 11) и чуть не убил его (скинув на своём мотоцикле в реку), но Ватару лишь сломал руку. В 14-м эпизоде Ватару находит свою 4-ю Боевую Форму — Догга Форма. В 12-м эпизоде Ватару знакомится с неудачливым рок-музыкантом Кэнго Эритатэ, который вскоре становится его другом. Вскоре они вдвоём с Мэгуми и Сидзукой основывают группу и дают первоклассный концерт. В 20-м эпизоде Ватару столкнулся с очень сильным Фангайероом, с которым не справится ни в одной форме. Тогда он перемешивает все формы и активирует свою 5-ю Боевую Форму — ДоГаБаКи (смесь форм Догга, Гарулу, Басся и стандартной формы Кивы), которую он, впрочем, далее не использует. В том же эпизоде у Ватару появляется девушка — официантка Мио, которая столь же необщительна и неуклюжа. В 24-м эпизоде один из Фангайеров напал на неё, и от гнева Ватару просыпается дракончик Тацулот. С его помощью Ватару принимает свою 6-ю Форму — золотую форму Императора, которая может использовать усиленные версии атак других форм. В той же серии оказывается, что Мио, сама того не зная, имеет какое-то отношение к Фангайерам...
Затем Мэгуми, Кэйсукэ и директор их организации Мамору Сима были обвинены в преступлениях. Перед этим Кэйсукэ получил новую Икусу и в 27-м эпизоде Кэйсукэ активировал с помощью IXA-райзера (специального устройства в виде телефона) свою вторую боевую форму — Форму Восстания. Но эта форма оказалась слишком сильна, и Кэйсукэ теряет Икусу (её отобрал полицейский). После этого Кэйсукэ встречает Дзиро/Гаруру — волка-демона в облике человека, который помогает Ватару принимать Гаруру Форму. Кэйсукэ с его помощью перемещается в 1986-й год. В том году он встречает первую Королеву Фангайеров и влюбляется в неё. Чтобы помочь ей понять любовь, он дарит ей свою бронзовую пуговицу. Затем Кэйсукэ возвращается домой и возвращает Иксу. За время его отсутствия Ватару и Кэнго также были зачислены в организацию.
В 31-м эпизоде Кэйсукэ наконец узнаёт, что Ватару и есть Кива. Он в шоке, но за время истории так сблизился с Ватару, что принял это открытие и даже предложил Ватару стать его новым протеже. Это ранит Кенго, поскольку тот уже был протеже Наго, но тот на самом деле совершенно не был в нём заинтересован. Кенго временно исчезает из действия.
В 32-м эпизоде Ватару встречает своего первого друга Тайгу, которого не видел с детства. Его вырастил господин Сима, но у них в прошлом была трагична история, из-за чего они перестали общаться. В конце той же серии на арене появляется новый Райдер — Наездник в маске Сага. Это Тайга, который является нынешним Королём Фангайеров. Его обязанность как Райдера - уничтожать Фангайеров, покинувших свой прайд. В той же серии Ватару ссорится с Мио, которая как оказалось, невольно стала Королевой Фангайеров и теперь должна выйти замуж за Тайгу. Конфликт друзей резко прерывается, когда Тайга и Мио узнают секрет Ватару. Тайга должен был унаследовать силы Кивы (поскольку предыдущим Кивой был его отец), но этого не произошло. И в 38-й серии выясняется почему: Ватару и Тайга - братья по матери, и именно тот факт, что она была Королевой Фангайеров, стал причиной получения Ватару сил Кивы.
Ватару не знает, во что верить, поскольку Тайга хочет склонить его на сторону Фангайеров, а Ватару надеется, что люди и Фангайеры смогут научиться жить в мире. Тем времени неожиданно возвращается Кэнго, сменивший причёску и манеру поведения. Он становится новым Камэн Райдером Иксой и по приказу господина Симы атакует Ватару. Епископ Фангайер (который всё это время плетёт интриги вокруг Тайги и Мио) пробуждает в Ватару ген Фангайеров, из-за чего тот атакует друзей, но вскоре приходит в себя. Осознав, что натворил, Ватару решает перестать выходить из дома и разговаривать с людьми. Но скоро он понимает, что должен жить, как обычный человек, и продолжает жизнь Кивы. Когда Мио погибает, Ватару отправляется в 1986-й, чтобы предотвратить своё рождение, поскольку уверен, что её убил его Райдер Кик. Но очень скоро выясняется, что она погибла от руки Бишопа, который считал её бесполезной и поэтому убил. Тайга, узнав об этом, изгнал его. В конце сезона Ватару мирится с братом и уничтожает воскресшего отца Тайги. После этого Кэйсукэ женится на Мэгуми, к которой давно неровно дышал, а Фангайеры и люди начинают жить в мире. Но в самом конце появляются Неофангайеры, и Масао Курэнай — сын Ватару из будущего, выглядящий, как Отоя — приходит к героям, чтобы помочь им победить этих тварей, поскольку является Новым Кивой. Три Кивы, Икуса и демоны превращаются и одновременно прыгают в портал Неофангайеров...

## 1986
Центральный герой — отец Ватару, Отоя Курэнай. Он регулярно посещает местное кафе, в котором также собираются охотники за Фангайерами, и вскоре влюбляется в девушку Юри, мать Мэгуми. Он всячески пытается ей понравиться, но она его презирает. Затем к «Удивительному голубому небу» присоединяется Дзиро, который имеет личную вендетту против Фангайеров: Ладья уничтожил его народ, и он решил использовать людей как помощь. Помимо него, у организации появляются ещё два союзника - Рамон (Башаа) и Рики (Догга), также представители уничтоженных Фангайерами рас монстров. Юри с первого взгляда влюбляется в Дзиро, что злит Отою. В 13-м эпизоде Дзиро передают незаконченный пояс Иксы, и Дзиро становится первым Камэн Райдером Иксой. Это сильно злит Юри, поскольку та хотела носить этот пояс ради личной мести за мать. Однако затем оказывается, что Икса всё ещё не доработана, и периодически даёт сбой, нанося организму сильные нагрузки и боль. В 9-м эпизоде Отоя видит, как Дзиро принял свой истинный облик, и пытается его разоблачить, но Юри ему не верит. Желая защитить Юри, Отоя крадёт у Дзиро Иксу, превращается и сражается с ним. Схватка заканчивается в пользу Отои, но Дзиро сбегает. После схватки Отоя испытывал сильную физическую боль, из-за которой его пришлось госпитализировать.
Когда на арене появляется Ладья, Отоя и Дзиро решают пойти на временное перемирие, ради битвы с общим врагом и защиты Юри (именно Лаья убил её мать). Они поочерёдно и совместно сражаются с ним, параллельно продолжая бороться за сердце Юри. Постепенно та меняет отношение к Отое, увидев его с лучшей стороны, и в итоге проникается к нему чувствами. Однако Дзиро не сдаётся, и в 23-й серии пытается убить Отою, после чего делает попытку соблазнить Юри, но выживший Отоя вмешивается. Тогда Дзиро, больше не контролируя гнев, прямо на глазах у Юри принимает свой истинный облик. Он пытается убить обоих, но в итоге сдаётся и уходит. После этого Отоя становится официальным носителем Иксы.
Сам того не зная, он в 25-м эпизоде пытался защитить Королеву Фангайеров (которую зовут Мая) от Ладьи. Вдруг Икса даёт электрошок (очередной сбой в системе), в результате чего Отоя теряет память. Последнее, что он помнит — это имя Юри. Мая притворяется ею. Отоя помнит обещание, которое дал Юри (она потеряла кольцо своей матери, а Отоя пообещал найти его). Он ныряет в море и находит кольцо, но не успевает выплыть. Потеря сознания возвращает ему память, и он узнаёт Юри, которая искала его по всему городу. Затем они находят Кэйсукэ, который переместился на перила моста. Кэйсукэ хочет найти Икусу из прошлого и убить его, чтобы изменить будущее (он не знает, что Икуса из прошлого — отец Ватару).
В 31-м эпизоде Юри наконец уничтожает Ладью. В 32-м эпизоде Отоя видит истинный облик Майи, которая успела родить сына Тайгу. 300 лет назад она была ученицей Страдивари. Она знает о привязанности Отои к скрипкам и обучает его их изготовлению. Юри принимает это за измену и со слезами уходит. А для Тайги в качестве друга и игрушки создают летучего мышонка Сагарка, который в наши дни стал его поясом для трансформации. Вполне вероятно, что Сагарк — брат Кивата. Позднее появляется муж Майи — Король, который не особо её любит и лишь хотел зачать с ней наследника. Его работа — убивать Фангайеров-одиночек в качестве Камэн Райдера Тёмного Кивы. Его пояс — Киват Второй, будущий отец Кивата Ватару. Майя постепенно влюбляется в Отою, и Король похищает его, чтобы казнить. Юри понимает, что Отоя не её судьба, но всё же помогает Майе спасти его, после чего доверяет их друг другу. Но появляется Ватару, желающий предотвратить своё зачатие, и идиллия Отои и Маи ненадолго нарушается. Король заявляет Мае, что убьёт Тайгу, если она не расстанется с Отоей. Тогда Отоя решает надеть костюм Тёмного Кивы и уничтожить Короля, чтобы их семья жила счастливо. Ему вместе с Ватару удаётся это сделать, и он от силы Тёмного Кивы умирает на руках у Майи, пожелав Ватару продолжать жить.

## В главных ролях
- Кодзи Сэто — Ватару Курэнай/Камэн Райдер Кива
- Кохэй Такэда — Отоя Курэнай/Камэн Райдер Икуса 1986/Камен Райдер Тёмный Кива №2
- Кейсукэ Като — Кэйсукэ Наго/Камэн Райдер Икуса 2008
- Сёма Ямамото — Тайга Набори/Камэн Райдер Сага/ Камэн Райдер Тёмный Кива №3, в фильме — Такато Сираминэ/ Камэн Райдер Рэй
- Нана Нагасава — Мэгуми Адзо
- Ю Такахаси — Юри Адзо
- Кадзухико Канаями — Мамору Сима
- Саки Кагами — Мая Курэнай
- Синя Нииро — Король 1986/Камэн Райдер Тёмный Кива №1